# Ékes lile
Az ékes lile (Peltohyas australis)  a madarak osztályának lilealakúak (Charadriiformes) rendjébe, ezen belül a lilefélék (Charadriidae) családjába tartozó Peltohyas nem egyetlen faja.

## Rendszerezése
A fajt John Gould angol ornitológus írta le 1841-ben, az Eudromias nembe Eudromias Australis néven.

## Előfordulása
Ausztrália területén honos. Természetes élőhelyei a  szubtrópusi és trópusi száraz gyepek és forró sivatagok. Állandó, nem vonuló faj.

## Megjelenése
Testhossza 23 centiméter, szárnyfesztávolság 43-47 centiméter, testtömege 64-107 gramm.

## Természetvédelmi helyzete
Az elterjedési területe nagyon nagy, egyedszáma ismeretlen. A Természetvédelmi Világszövetség Vörös listáján nem fenyegetett fajként szerepel.